# 白線底鱂
白線底鱂，為輻鰭魚綱鯉齒目鯉齒亞目底鱂科底鱂屬的其中一種，為亞熱帶淡水魚，分布於美國阿拉巴馬州麥迪遜縣淡水流域，體長可達9公分，棲息在底中層水域，已滅絕。

## 擴展閱讀
維基物種上的相關：白線底鱂